# Manilla (naips)
|  | Aquest article tracta sobre el joc de naips. Vegeu-ne altres significats a «Manilla». |

La manilla o la botifarra és un joc de cartes molt popular a Catalunya, Flandes Occidental i Oriental, Hainaut i el Flandes francès. A partir de la segona meitat del segle xx va començar a jugar-se cada vegada menys i es va substituir per la botifarra. El joc seria originari de Catalunya. El nom provindria de la ciutat de Manila.
La manilla també és el nom que rep la carta més alta en els jocs de la manilla i la botifarra. A la península ibèrica és el 9. El seu valor és fins i tot superior a l'as. En la manilla flamenca el 10.

## Diferències amb la botifarra
| versió catalana | versió flamenca Flandes, Hainaut i Flandes francès |
| --- | --- |
| No es pot escollir atot. El jugador que reparteix ha d'ensenyar la seva última carta que és la que marcarà el trumfo. En conseqüència, no podrà mai fer botifarra. | El jugador que reparteix tria l'atot. Pot decidir jugar sense atot, el que es diu amb la mul, en aquest cas, els punts compten doble. El repartidor no pot concertar-se amb el company d'equip. Tot i això hi ha senyals il·legals entre jugadors que hi estan avesats. |
| Quan es recull una mà s'han d'ordenar les cartes de major a menor o de menor a major abans de col·locar-les al pilot corresponent. | Els jugadors no ensenyen les cartes i poden ordenar-les com vulguin |
| Es juga amb la baralla espanyola de 48 naips | Es juga amb la baralla francesa amb 32 cartes (les cartes 2,4,5 i 6 no hi participen) |
| manilla (9): 5 punts as: 4 punts rei: 3 punts cavall: 2 punts sota:1 punt | manilla (10): 5 punts as: 4 punts rei: 3 punts dama: 2 punts patge:1 punt |
| No es barregen les cartes al començament de cada base. Només es poden escapçar sense intercalar les cartes. Aquesta peculiaritat afavoreix el fet que els jugadors tinguin moltes cartes d'un mateix pal. Aquesta norma, juntament amb el fet que les cartes es recullen ordenadament fa que els més hàbils jugadors puguin deduir bastant acuradament les cartes dels altres jugadors, a partir de les seves, si recorden com s'han jugat a la base anterior. | |
| Hi juguen quatre persones, que formant parella, seuran l'un davant de l'altre. | |
| Consisteix a arribar a obtenir la suma de punts fixada per endavant (de 100 a 120). | La partida s'acaba quan un equip ateny 101 punts. Només els punts superiors a 30 compten. Quan un torn s'acaba 30/30, el punts al proper joc compten doble. |

## Campionat mundial
Des de 1920 s'organitza a Flandes Occidental el campionat mundial de manilla.